# Acraea artemisa
Acraea artemisa är en fjärilsart som beskrevs av Stoll 1790. Acraea artemisa ingår i släktet Acraea och familjen praktfjärilar. Inga underarter finns listade i Catalogue of Life.